# Городовиковское водохранилище
Городовиковское водохранилище — водохранилище в Городовиковском районе Калмыкии. Объём — 91 млн м³. Гарантированная водоподача — 52 млн.м³. Относится к Правоегорлыкской оросительно-обводнительной системе.
Создано в результате сооружения в балке Сухая Тахта, относящейся к бассейну реки Кевсала, земляной плотины длиной 6800 м и шириной 8 м. Объём — 91 млн м³. Водохранилище расположено в пределах Ставропольской возвышенности. К востоку от плотины водохранилища проходит административная граница Калмыкии и Ставропольского края.
Ближайшие населённые пункты — посёлок Шин-Бядл Республики Калмыкия (расположен в 4,5 км к северо-западу от водохранилища) и село Тахта Ставропольского края (расположено в 4 км к югу).